# 京橋エドグラン

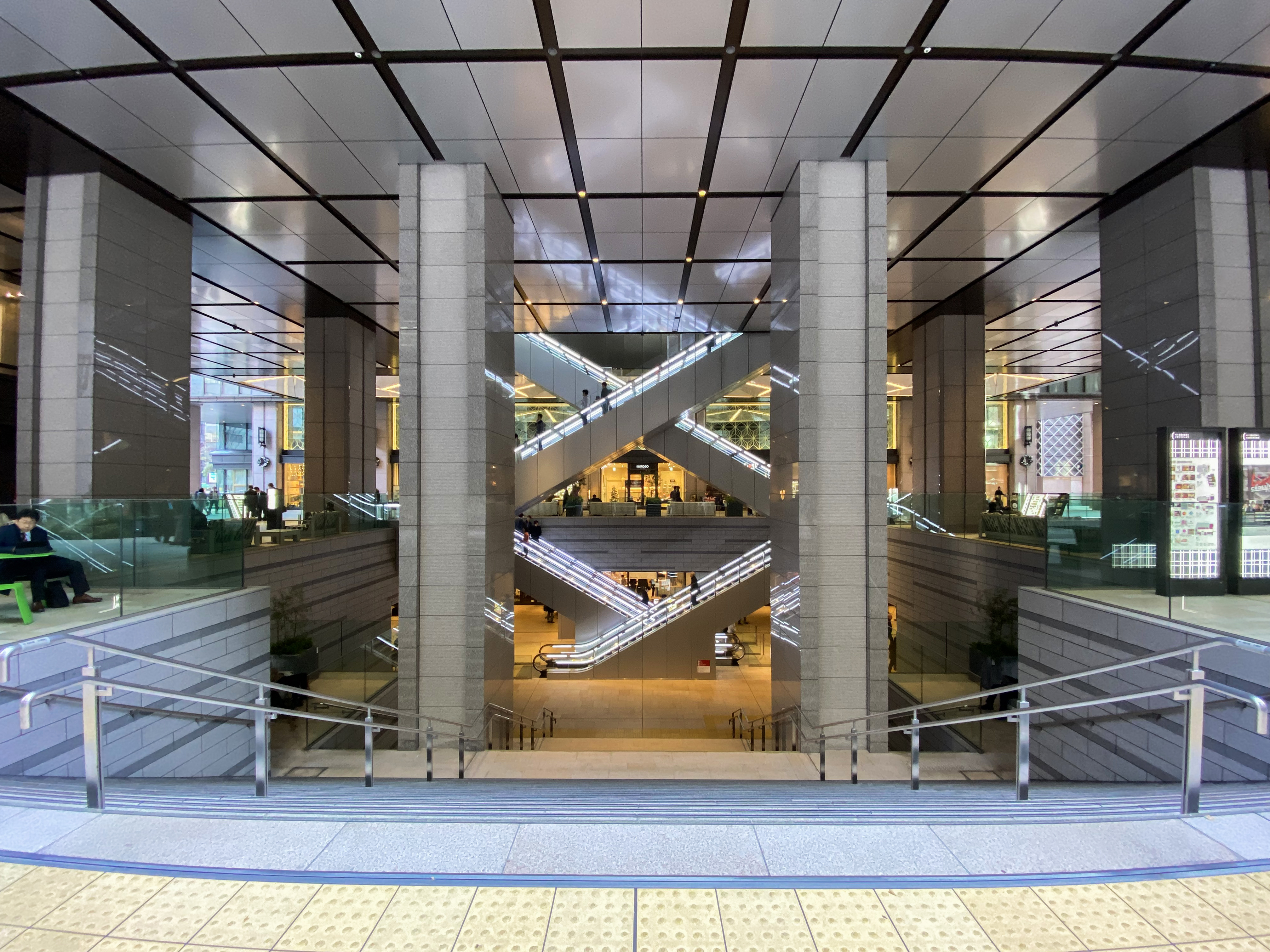
地下1階大階段

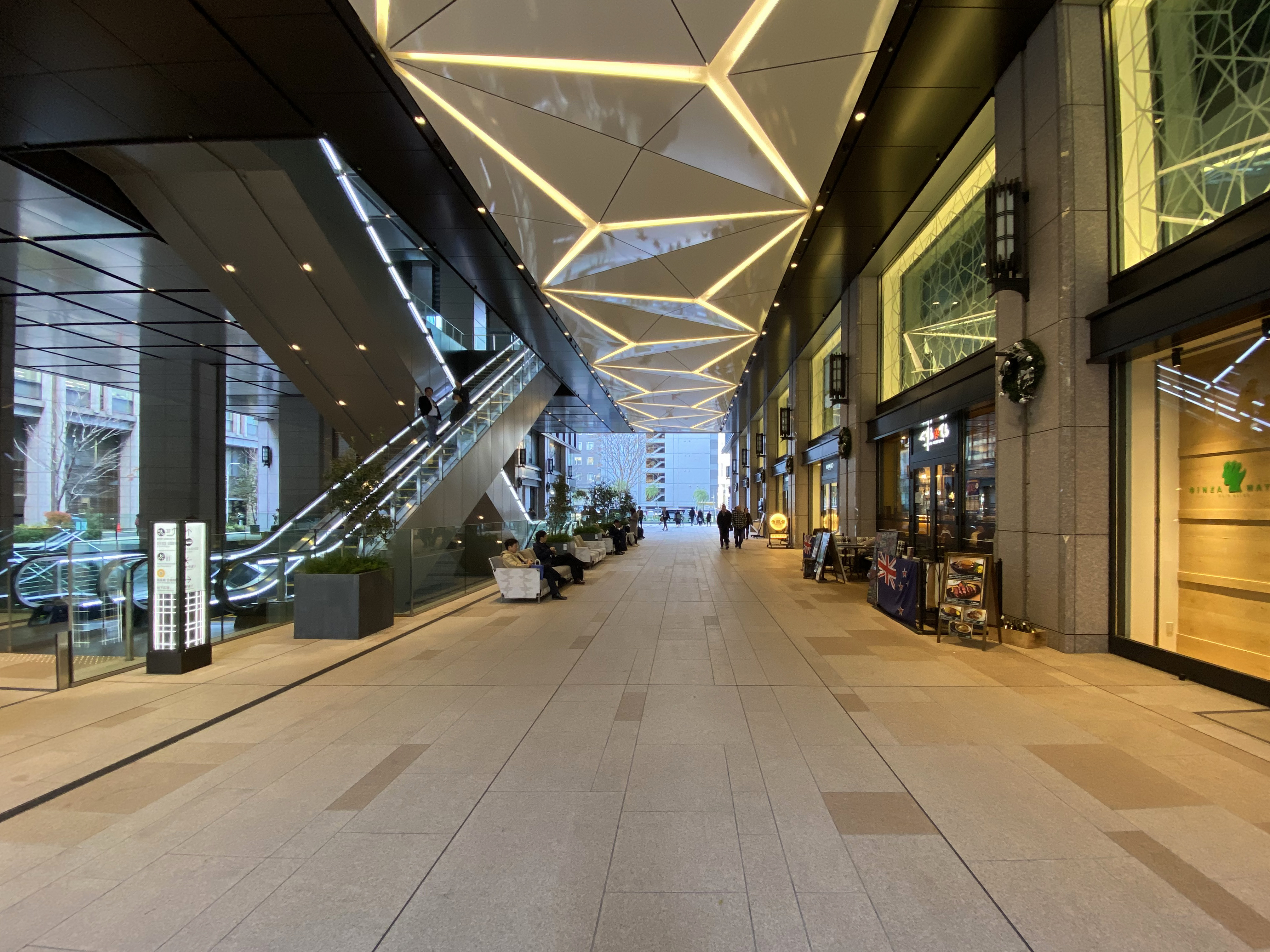
1階京橋中央広場（2019年撮影）

京橋エドグラン（きょうばしエドグラン、KYOBASHI EDOGRAND）は、東京都中央区京橋二丁目の東京駅・京橋駅・宝町駅に近接する旧京ビルなどの跡地に建設された市街地再開発事業の複合市街施設。オフィス・商業施設・公共公益施設等が入居。2016年（平成28年）11月25日に開業。

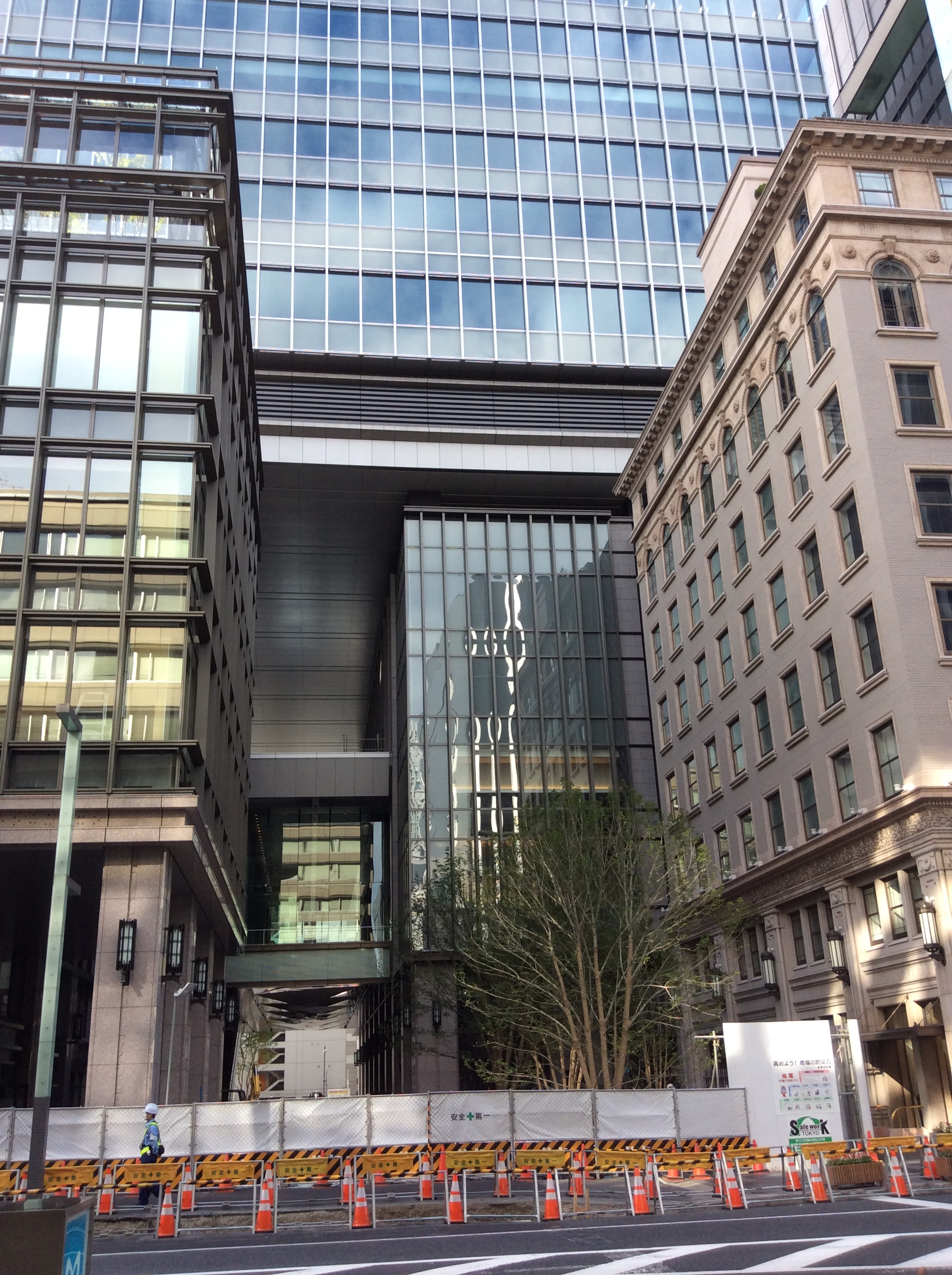
左が再開発棟、右が歴史的建造物棟の低層部、中央部が区道廃止後の歩行者用の貫通道路
（2016年9月3日撮影）

## 概要
東京駅から徒歩5分で、東京メトロ銀座線京橋駅に直結した好立地にある。建物の老朽化などの課題を背景に、権利者50余名が2001年（平成13年）に「まちづくり検討会」を発足した。開発区域内に位置する歴史的建造物の明治屋京橋ビル（区指定有形文化財）を保存活用し、区域内の区道を廃道して歩行者用貫通道路を設けた。新築する「再開発棟」と「歴史的建造物棟（改築）」の2棟で構成する。
低層階はおもに飲食店30店舗など商業施設、上層階は賃貸事務所、ほかに中央区の帰宅困難者一時滞在施設の指定を受け、数千人を3日間受入れ可能な施設がある。超高層ビルで事例が少ない中間層免震構造を採用した。京橋周辺の観光スポットに近接し、区観光協会の情報センターを設置する。
開発コンセプトは「根ざし、育ち、実を結ぶ - Like A Big Tree.」。

## 沿革
- 2001年（平成13年）8月 - 「京橋二丁目西地区まちづくり検討会」発足。
- 2002年（平成14年）7月 - 都市再生緊急整備地域「東京駅・有楽町駅周辺地区」指定。
- 2003年（平成15年）7月 - 「京橋二丁目西地区再生協議会」発足。
- 2006年（平成18年）2月 - 「京橋二丁目西地区再開発準備組合」設立。
- 2009年（平成21年）6月 - 「都市計画決定」告示（都市再生特別地区の変更、第一種市街地再開発事業、地区計画の変更）。
- 2011年（平成23年）
  - 2月上旬 - 特別業務代行者に日本土地建物・東京建物・日建設計・清水建設共同企業体を選定。
  - 7月12日 - 東京都知事「京橋二丁目西地区市街地再開発組合設立（事業計画）認可」告示。
- 2012年（平成24年）
  - 8月8日 - 東京都知事「定款及び事業計画の変更認可」取得。
  - 12月7日 - 東京都知事「権利変換計画認可」取得。
- 2013年（平成25年）
  - 4月17日 - 1960年（昭和35年）竣工した「京ビル」等の既存建物の除却工事着手。
  - 10月2日 - 「再開発棟・歴史的建築物棟（改築）建築工事着手」。
- 2014年（平成26年）10月22日 - 既存建物等除却工事完了。
- 2015年（平成27年）
  - 8月27日 - 「歴史的建築物棟（改築）建築工事完了」。
  - 9月16日 - 明治屋京橋ストアー新装開業。
- 2016年（平成28年）
  - 1月19日 - 建物名称「KYOBASHI EDOGRAND（京橋エドグラン）」に決定。
  - 10月下旬 - 「再開発棟建築工事完了」。
  - 11月25日 - 再開発棟新規開業[2]。

## 建築概要
- 所在地 - 東京都中央区京橋二丁目2番1号[3]。
- 地域地区 - 商業地域、防火地域、高度利用地区、建蔽率約72%、容積率1,330パーセント（%）。
- 地区計画 - 京橋二丁目西地区第一種市街地再開発事業。
- その他の地区 - 都市再生特別地区。
- 開発面積 - 約1.0ヘクタール（ha）。
- 敷地面積 - 約7,990平方メートル（m2、約2,417坪）。
- 建築面積 - 約5,740 m2（約1,736坪）。
- 再開発棟（改築）延面積 - 113,553.53 m2（34,349.94坪）（明治屋京橋ビルは含まず）[4]。
- 歴史的建造物棟（改築）延床面積 - 約5,480 m2（約1,658坪）。
- 構造 - 再開発棟：鉄骨造、（一部鉄骨鉄筋コンクリート造、一部鉄筋コンクリート造）中間層免震構造、歴史的建築物棟（改築）：鉄骨鉄筋コンクリート造、免震構造。
- 規模 - 再開発棟：地下3階、地上32階、塔屋2階（建物高さ170.37 メートル、m）、歴史的建造物棟（改築）：地下2階、地上8階（建物高さ31 m）。
- 基礎 - 直接基礎。
- 建物用途 - 事務所、店舗、公共公益施設、駐車場等。
- 事業主 - 京橋二丁目西地区市街地再開発組合、特定業務代行者 - 日本土地建物株式会社（代表企業）、東京建物株式会社、株式会社日建設計、清水建設株式会社共同企業体。
- 設計者 - 株式会社日建設計。
- 施工者 - 清水建設株式会社共同企業体。
- 工期 - 2013年（平成25年）10月 - 2016年（平成28年）10月下旬。
- 店舗数 - 主に飲食店30店舗。
- 昇降機 - 高層用8基、低層用6基、非常用3基、合計17台。
- 駐車台数 - 自走式24台、機械式256台、合計280台[5]。

市街地再開発事業
- 街区再編と機能更新により、東京駅前地区再生のまちづくりをリードする。
- 有形文化財の明治屋ビルを保全・活用し、中央通の歴史的な景観形成に寄与する。
- 観光・歴史をテーマに文化交流拠点の整備と、国際観光都市の情報発信を目指す。
- 京橋駅のバリアフリー化など、快適な歩行者ネットワークの形成を図る。
- 緑豊かな都市空間の創出や環境技術などにより、環境負荷の低減に取り組む。

## 文化財
区指定有形文化財（建造物）

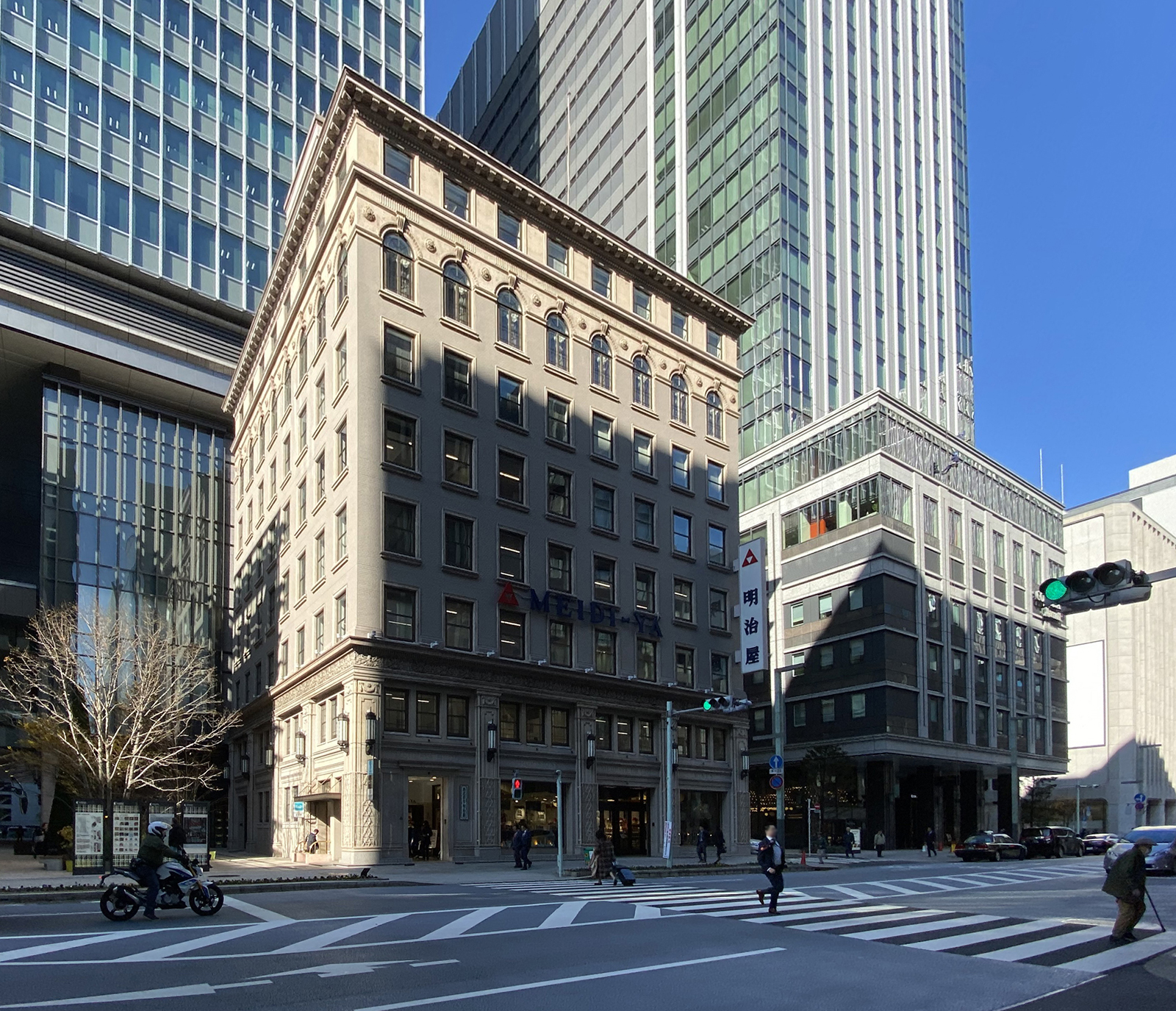
明治屋京橋ビル
- 1933年（昭和8年）3月に明治屋の事務所と店舗を兼ねた本社社屋として建設。曾禰中條建築事務所が設計、鉄骨鉄筋コンクリート造、地上8階、地下2階のオフィスビル。
- 昭和初期のルネサンス様式による近代建築。民間建物では初めて、建物地階部分と地下鉄駅とを一体化して建設された最古のビルで、歴史的・文化的な建物。 東京大空襲や周辺環境の変化を経て保存された近代建築史上重要な建造物。

## 主要施設
再開発棟
- 商業施設 - 地下1階、1 - 6階、約2,845.99 m2（860.91坪）、飲食店舗中心とした30店舗。
- 事務所 - 7階 - 32階、基準階貸室面積2,714.30 m2（821.07坪）、延床面積約66,592.58 m2（約20,144.26坪）。
- 公共公益施設 - 地下1階 - 6階、約2,845.99 m2（860.91坪）。
- 中央区帰宅困難者一時滞在施設[8] - 災害で帰宅が困難な来街者を一時的に受け入れる施設。

歴史的建築物棟（改築、明治屋京橋ビル） 
- 商業施設
- 事務所

- 京橋中央広場大階段（2019年撮影）
- 地下1階（2019年撮影）
- 3階（2019年撮影）
- 京橋中央広場を見る（2019年撮影）
- 京橋エドグラン（2017年撮影）

## 交通
鉄道
- JR山手線京浜東北線 - 東京駅より徒歩5分。
- 東京メトロ銀座線 - 京橋駅より徒歩1分。東京メトロ有楽町線 - 銀座一丁目駅より徒歩10分。
- 都営浅草線 - 宝町駅より徒歩6分。

路線バス
- メトロリンク日本橋 - 京橋二丁目停留所（東京駅八重洲口 - 京橋一丁目間運行の無料巡回バス）。

## 関連文献
- 「地上33階、高さ約171 mの超高層ビル「京橋二丁目西地区第一種市街地再開発事業」市街地再開発組合の設立許可」 - 東京・大阪・都心上空ヘリコプター遊覧飛行（2011年7月15日）、2016年1月29日閲覧。
- 「京橋二丁目西地区第一種市街地再開発事業（東京都中央区）における権利変換計画の認可取得について 」- 清水建設ニュースリリース（2012年12月10日）、2016年1月29日閲覧。
- 「京橋二丁目西地区第一種市街地再開発事業（東京都中央区）の着工について」 - 清水建設ニュースリリース（2013年10月2日）、2016年1月29日閲覧。
- 「明治屋残して街区ごと再開発、超高層に」 - 日経アーキテクチュア（2013年10月11日）、2016年1月29日閲覧。
- 「京橋二丁目西地区市街地再開発組合 (PDF) 」 - 京橋二丁目西地区第一種市街地再開発事業（2013年10月）、2016年1月29日閲覧。
- 「京橋二丁目西地区再開発ニュース No.1 - No.49」 - 京橋二丁目西地区際開発事業（2015年10月20日）、2016年1月29日閲覧。
- 「建物名称決定KYOBASHI EDOGRAND（京橋エドグラン） (PDF) 」 - 日本土地建物（2016年1月19日）、2016年1月29日閲覧。
- 「開発名称は「京橋エドグラン」今秋開業の大型複合施設」 - 日経不動産マーケット情報（2016年1月20日）、2016年1月29日閲覧。
- 「東京駅そばに新たな顔「京橋エドグラン」今秋完成」 - 朝日新聞デジタル（2016年1月24日）、2016年1月29日閲覧。